# Show Your Colors
Show Your Colors – czwarty album studyjny fińskiego zespołu Amoral. Wydawnictwo ukazało się 6 maja 2009 roku nakładem wytwórni muzycznej Spinefarm Records. 22 lipca tego samego roku, nakładem wytwórni Avalon nagrania trafiły do sprzedaży w Japonii.
Album dotarł do 19. miejsca fińskiej listy przebojów - Suomen virallinen lista

## Lista utworów
Opracowano na podstawie materiału źródłowego.